# Convention de Saint-Germain-en-Laye
La Convention de Saint-Germain-en-Laye de 1919 est un traité international qui n’est jamais entré en vigueur, faute d’un nombre suffisant de ratifications. Elle devait régler le commerce international des armes.

## Historique
À la suite de la Première Guerre mondiale, les puissances européennes décidèrent qu’il était nécessaire de créer un traité international sur les ventes d’armes, pour éviter que les énormes stocks d’armes et de munitions produits pendant la guerre ne finissent entre de mauvaises mains.
La Convention de Saint-Germain-en-Laye de 1919 fut la première tentative de contrôle du commerce des armements au niveau mondial après la guerre de 1914-1918. Le texte de la convention de 1919 établissait une stratégie de contrôle des armements en deux volets. 
La Convention prévoyait d’une part que l’ensemble du commerce d’armes de guerre serait réglementé. Les exportations devaient être autorisées par le pays exportateur, et ne pouvaient se faire qu’en faveur du gouvernement d’un pays importateur signataire de la Convention, ce qui excluait les achats privés et les exportations à destinations de pays non-signataires.
D’autre part, la Convention devait réglementer les exportations vers certaines régions « sensibles ». La convention prévoyait des « zones de prohibition », qui correspondaient globalement à l’Afrique et au Moyen-Orient, vers lesquelles les exportations de toutes les armes à feu, non seulement les armes de guerre, étaient interdites. 
La cause principale de l’échec de cette convention fut le refus du Sénat des États-Unis de la ratifier. Ce refus était motivé par deux raisons, l’une technique, l’autre politique. 
La raison technique, c’est que la convention de 1919 obligeait les pays exportateurs d’armes signataires à ne vendre qu’aux pays signataires. Pour vendre à des pays non signataires, un pays producteur devait lui-même être non signataire. Cette situation absurde créait en quelque sorte deux marchés de l’armement, non communicants ; celui des signataires et celui des non signataires. Pour les États-Unis, dont les clients étaient en grande partie des pays qui avaient annoncé leur intention de ne pas signer (les pays d’Amérique latine), ce texte n’était pas acceptable.
La cause politique, elle, était liée à la question plus générale de l’isolationnisme américain. La convention de 1919 donnait à la Société des Nations un rôle prépondérant dans le mécanisme de contrôle du commerce des armements. Or, le Sénat américain s’opposait nettement au projet du président Wilson, et refusa que les États-Unis entrent à la Société des Nations. Le Sénat, en toute logique, ne pouvait donc que s’opposer à ce que le commerce des armements soit contrôlé par la Société des Nations.
Sans la participation américaine, le projet n’avait plus de sens, puisque les États-Unis étaient, déjà à l’époque, un des principaux producteurs et exportateurs d’armes du monde. 
Cette convention a, entre autres, bloqué l'exportation d'avions armés vers l'empire d'Ethiopie qui passé par des voies détourner pour acquérir 6 Potez 25.
Le Traité sur le commerce des armes de 2013 (TCA) a réussi là où la Convention de Saint-Germain-en-Laye avait échoué.

## Sources

## Compléments